# Barcana

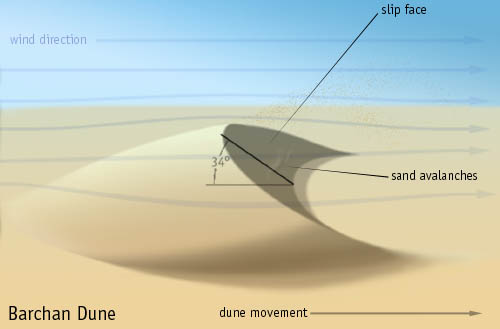
Schema d'una barcana; il vento soffia da sinistra a destra.

La barcana (AFI: /barˈkana/) è un tipo di duna, a forma di ferro di cavallo. Tale conformazione è determinata dal soffiare del vento, che muove le estremità più che la parte centrale. Tali conformazioni sono presenti anche sulla superficie di Marte.